# Savzdargia hofferi
Savzdargia hofferi  (лат.) — вид мелких паразитических хальцидоидных наездников из семейства Encyrtidae, единственный в составе монотипического рода Savzdargia. Эндемик Дальнего Востока (Россия, Сахалинская область, острова Сахалин и Кунашир). Длина самок 1,6—1,7 мм. Тело блестящее, в основном, чёрное; ноги (кроме тазиков) и основной членик усиков коричневато-жёлтые. Бока промежуточного сегмента и заднегруди густо опушены светлыми волосками. Паразиты мучнистого червеца Heliococcus takahashii (Pseudococcidae, Hemiptera) на бамбуке (Sasa sp., Poaceae). Вид под названием Clausenia hofferi в 1974 году описал советский энтомолог В. И. Пилипюк, а в 1979 году гименоптеролог Владимир Александрович Тряпицын выделил его в отдельный род Savzdargia.